# Стоктон Хит
«Сто́ктон Хит» (англ. Stockton Heat) — бывший профессиональный хоккейный клуб, выступавший в АХЛ. Являлся фарм-клубом команды НХЛ «Калгари Флэймз». Команда была создана в результате переезда команды «Адирондак Флэймз» и ещё нескольких команд для образования нового Тихоокеанского дивизиона АХЛ в 2015 году.
Команда заменила другую команду из этого города с названием «Стоктон Тандер», игравшую в ECHL с 2005 по 2015 годы. Теперь вместо неё в Лиге Восточного Побережья играет команда «Адирондак Тандер» из города Гленс-Фолс, штат Нью-Йорк.

## История
Хоккейный клуб из города Стоктон (штат Калифорния, США) ведет историю с 1977 года, название «Стоктон хит» носил с 2015 по 2022 (ранее «Мэн Мэринерз», «Ютика Девилз», «Сент-Джон Флэймз», «Омаха Ак-Сар-Бен Найтс», «Куод-Сити Флэймз», «Абботсфорд Хит», «Адирондак Флэймз»).
29 января 2015 года, «Калгари Флэймз» объявили, что их фарм-клуб, «Адирондак Флэймз», переедет в Стоктон, чтобы присоединиться к новообразованному Тихоокеанскому дивизиону АХЛ. Команда провела конкурс среди болельщиков на лучшее название нового клуба, а 24 февраля были выбраны пять финалистов: названия «Блэйз», «Файр», «Хит», «Инферно» и «Скорч». О том, что название «Хит» одержало победу, «Калгари» объявил 11 марта.
Для поддержки и раскрутки нового дивизиона, АХЛ решила провести игру на открытом воздухе, которую приняли как раз «Хит». Игра, названная «Хоккейная атака на Золотой Штат», была сыграна в Калифорнии, на арене «Рэйли Филд» в Вест-Сакраменто 18 декабря 2015 года. В ней «Хит» обыграли команду «Бейкерсфилд Кондорс» со счётом 3-2 в присутствии 9357 фанатов.